# Štefan Primožič
Štefan Primožič, slovenski učitelj, prvi vodja ljubljanskega zavoda za gluhoneme, * 17. november 1866, Bistra, † 8. december 1907, Novo mesto.

## Življenje in delo
Primožič je po nekaj letih gimnazije prestopil na ljubljansko učiteljišče in ga 1887 dokončal, bil po nekaj mescih službe na ljubljanskem učiteljišču začasno premeščen na Dobrovo pri Ljubljani, opravil 1889 strokovni izpit in bil jeseni istega leta premeščen v Postojno, kjer je 1890 dobil stalno zaposlitev. Od jeseni 1899 do jeseni 1905 je bil oproščen službe v Postojni. V tem času se je eno leto usposabljal za poučevanje in vzgojo gluhonemih na državni gluhonemnici na Dunaju, z odliko opravil strokovni izpit in nato obiskal gluhonemnice v Spodnji in Gorrnji Avstriji, Moravavskem, Češkem, Koroškem in Štajerskem ter jeseni 1900 prevzel na ljubljanskem državnem učiteljišču, vodstvo novega Kranjskega zavoda za gluhoneme. Sestavil je zavodov statut in začasni hišni red. Po petih letih je bil na lastno prošnjo razrešen službe v gluhonemnici in se jeseni 1905 vrnil v ljudsko šolo kot nadučitelj v Dobrepolju. Po dveh letih dela v tem kraju je umrl za pljučnico v novomeški bolnišnici.
Primožič je v času službovanja v Postojni in Ljubljani sestavil 11 letnikov Ročnega zapisnika za slovensko učiteljstvo (Postojna 1894–1904).